# Sajka
Sajka, dorszyk polarny, sajda (Boreogadus saida) – gatunek morskiej ryby dorszokształtnej z rodziny dorszowatych, jedyny przedstawiciel rodzaju Boreogadus. Poławiany gospodarczo. Lokalnie wykorzystywany jest jako karma dla psów zaprzęgowych.

## Występowanie
Zimne wody półkuli północnej, w pobliżu kier lodowych. Podpływa do ujść rzek.

## Charakterystyka
Niewielka ryba dorastająca do ok. 30 cm długości. Ciało smukłe, dolna szczęka dłuższa od górnej. Wąsik szczątkowy. Ubarwienie grzbietu brązowe, boki srebrzyste.
Sajki pływają w dużych ławicach w wodach pelagialnych. Żywią się okrzemkami i skorupiakami. Stanowią pokarm ssaków morskich i większych ryb. Tarło odbywają w pobliżu ujść rzecznych. Żyją 6–7 lat.